# Wilma van Hofwegen
Wilma van Hofwegen, née le 17 juillet 1971 à Flardingue, est une nageuse néerlandaise,.

## Biographie
En 1996, aux Championnats d'Europe en petit bassin, elle est médaillée d'argent sur le 4 × 50 m 4 nages avec Suze Valen, Madelon Baans et Angela Postma quelques semaines après avoir terminé au pied du podium du 4 × 100 m nage libre des Jeux olympiques. Lors de ces Jeux, son compagnon(et également entraîneur) la demande en mariage dans le Village olympique grâce à une bannière géante.
Deux ans plus tard, aux Europe en petit bassin 1998, le relais néerlandais (composé de Brenda Starink, Madelon Baans et Inge de Bruijn) termine 3e du 4 × 50 m 4 nages. L'année suivante aux Mondiaux en petit bassin, elle termine sur la deuxième marche du podium du 4 × 100 m nage libre avec Inge de Bruijn, Chantal Groot et Thamar Henneken.
Aux Jeux olympiques d'été de 2000 à Sydney, elle remporte la médaille d'argent du 4 × 100 m nage libre avec ses compatriotes Manon van Rooijen, Thamar Henneken, Inge de Bruijn et Chantal Groot. La même année, elle remporte son unique médaille mondiale en grand bassin et en individuel sur le 50 m nage libre aux Championnats d'Europe.
En juillet 2004, Wilma van Hofwegen met fin à sa carrière à l'âge de 33 ans après n'avoir pas été incluse dans l'équipe des Pays-Bas aux Jeux olympiques d'été de 2004.

## Palmarès
| Date | Compétition                           | Lieu      | Place | Course               |
| ---- | ------------------------------------- | --------- | ----- | -------------------- |
| 1996 | Jeux olympiques                       | Atlanta   | 4e    | 4 × 100 m nage libre |
| 1996 | Jeux olympiques                       | Atlanta   | 12e   | 4 × 100 m 4 nages    |
| 1996 | Championnats d'Europe en petit bassin | Rostock   | 2e    | 4 × 50 m 4 nages     |
| 1998 | Championnats d'Europe en petit bassin | Sheffield | 3e    | 4 × 50 m 4 nages     |
| 1999 | Championnats du monde en petit bassin | Hong Kong | 2e    | 4 × 100 m nage libre |
| 2000 | Jeux olympiques                       | Sydney    | 13e   | 50 m nage libre      |
| 2000 | Jeux olympiques                       | Sydney    | 8e    | 100 m nage libre     |
| 2000 | Jeux olympiques                       | Sydney    | 2e    | 4 × 100 m nage libre |
| 2000 | Championnats d'Europe                 | Helsinki  | 2e    | 50 m nage libre      |
| 2002 | Championnats d'Europe                 | Berlin    | 3e    | 4 × 100 m 4 nages    |